# Затишне (Самарівський район)
Затишне (раніше Дніпрельста́н) — село в Україні, в Губиниській селищній громаді Самарівського району Дніпропетровської області. Населення за переписом 2001 року становить 107 осіб. Вперше (до перейменування) було назване на честь Дніпровської ГЕС.

## Транспорт
В селі є дві вулиці та провулок, який є кінцем дороги районного значення, і так як це кінець дороги, то тут рідко буває який-небудь транспорт, тільки часто мешканці села їздять в Нове або Королівку в магазин або школу.
Ніякого громадського транспорту в селі немає.

## Географія
Село Затишне знаходиться за 5 км від лівого берега річки Кільчень, на відстані 2 км від села Королівка.